# 倪尚忠
倪尚忠（1551年—？），字世卿，号葵明，浙江金华府浦江县人，明朝政治人物。

## 生平
萬曆十六年（1588年）戊子科浙江乡试舉人，二十六年（1598年）戊戌科進士，工部觀政，授顺德县知县，歴官六年，萬曆三十三年（1605年）遷吉安府同知，三十五年（1607年）考察致仕歸。著有《居云草》、《鸣籁草》、《醉吟草》、《宣化录》、《学制编》。